# 傑佛遜鎮區 (堪薩斯州傑佛遜縣)
傑佛遜鎮區（英語：Jefferson Township）為美國堪薩斯州傑佛遜縣轄下的鎮區。2010年美国人口普查中此鎮區人口有1,160人。

## 地理
傑佛遜鎮區涵蓋總面積為150.8平方（58.24平方英里），其中陸地面積為149.7平方（57.79平方英里），水域面積為1.2平方（0.45平方英里）或0.77%。海拔高度350（1,150英尺）。

## 人口統計
根據2010年美國人口普查，傑佛遜鎮區人口有1,160人，其中男性有570人，女性有590人，人口密度為每平方公里7.69人，住房計513戶。鎮區內的白人有1,134人，非裔美國人有1人，美洲原住民有9人，亞裔美國人有0人，太平洋島裔美國人有1人，其他種族有0人，混血種族則有15人。此外鎮區內有12人為西班牙裔或拉丁裔美國人。此鎮區之年齡中位數為44.6歲，而男性年齡中位數為44.2歲，女性年齡中位數為45.3歲。

## 交通

### 主要公路
- 59號美國國道
- 16號堪薩斯州州道
- 192號堪薩斯州州道